# بول أورباخ
بول أورباخ (بالإنجليزية: Paul Auerbach)‏ هو مصور وطبيب أمريكي، ولد في 4 يناير 1951 في بلينفيلد في الولايات المتحدة.